# Callianthe monteiroi
Callianthe monteiroi är en malvaväxtart som först beskrevs av Antonio Krapovickas, och fick sitt nu gällande namn av Donnell. Callianthe monteiroi ingår i släktet Callianthe och familjen malvaväxter. Inga underarter finns listade i Catalogue of Life.